# أبينغوا
أبينغوا (بالإسبانية: Abengoa)‏، هي شركة إسبانية متعددة الجنسيات ويوجد مقرها في إشبيلية بمنطقة أندلسيا، تتكون من عدة شركات مختصة في الطاقة، ,الاتصال عن بعد، والنقل، والبيئة. أسسها خافيير بنخوميا. سنة 2010 بلغ عدد العمال 26,500 منتشرين في 600 شركة متعاهدة. من أبرز مشاريعها برج الطاقة الشمسية PS10.
هي شركة إسبانية متعددة الجنسيات تعمل في قطاعات البنية التحتية والطاقة والمياه. تأسست الشركة في عام 1941 على يد خافيير بنجوميا بويجسيرفر وخوسيه مانويل أبوري فيرنانديز-باسالاجوا، ومقرها إشبيلية بإسبانيا. رئيسها الحالي هو غونزالو أوركويجو فرنانديز دي أراوز. تستثمر أبينغوا في البحث في التكنولوجيا المستدامة، وتنفذ هذه التقنيات في إسبانيا بالإضافة إلى تصديرها عالميًا. وتشمل هذه التقنيات الطاقة الشمسية المركزة وتحلية المياه. في عام 2014، قامت الشركة والشركات التابعة لها بتوظيف ما يقرب من 20,250 شخصًا يعملون في أكثر من 80 دولة.

## الأصل
في 4 يناير 1941، أسس كل من خافيير بنجوميا بويجسيرفر وخوسيه مانويل أبوري فرنانديز باسالاغوا، وكلاهما مهندسان من المعهد الكاتوليكي للفنون والصناعات (ICAI)، شركة جمعية أبينجوا  سي.إل. في إشبيلية (إسبانيا) مع ثلاثة من الأصدقاء وأفراد الأسرة الآخرين، برأس مال أولي قدره 180 ألف بيزيتا (1082 يورو). كانت خطتهم الأولية هي تصنيع عداد أحادي الطور بخمسة أمبير، على الرغم من أن مشاكل الإمداد في إسبانيا في ذلك الوقت كانت تعني أن المشروع لم ينطلق على الإطلاق. لكن هذه الحقيقة، جنبًا إلى جنب مع الفرص الكبيرة التي بدأت تظهر خلال هذه الحقبة، تعني أنه منذ عام 1943 بدأ أبينجوا في صياغة المشاريع وتنفيذ الدراسات الفنية، وكذلك تنفيذ مشاريع التجميع الكهربائي.

## التكنولوجيا الخضراء

### بيفيسا
بيفيسا (بالإسبانية: Befesa)‏ ‏ هي شركة تابعة لأبنغوا، متخصصة في الإدارة المتكاملة للنفايات الصناعية وتوليد وإدارة المياه.

### الوقود الحيوي
تشترك مع شركة بوليفا إيبرو في مشّروع محطات الوقود الحيّوي. هي شركة عالميّة للتقنيّة الحيويّة متخصصّة في تطوير تقنيات جديدة في إنتاج الوقود الحيوي والمواد الكيميائية الحيوية وتعزيز استدامة المواد الخام.
قامت أ.ب ببناء منشأة لتحويل الكتلة الحيوية إلى الإيثانول في هوجوتون، كانساس والتي أنتجت الجيل الثاني من الوقود الحيوي. تم تشغيل المصفاة ووصلت لمستوي الإنتاج الكامل بحلول عام 2014. تم تشغيلها بواسِطة أبينغوا الطاقة الحيوية الكُتلة الحيوية كانساس، وهي شركة تابعة لشركة أبينجوا للطاقة الحيوية . لم يصل مصنع هوجوتون أبدًا إلى مستوى الإنتاج وتم إغلاقه بعد أن فشل في عام 2015. وقد تعرض المشروع لانتقادات شديدة باعتباره مُشكلة أخرى لدافِعي الضرائب الأمريكيين.
تمتلك أبينغوا للطاقة الحيوية أيضًا مشروعًا مشتركًا لمصنع الوقود الحيوي مع إبرو بوليفا [الإنجليزية]. 

### المواد الأولية
تحتوي المواد الأولية على الكُتلة الحيويَّة الخشبيَّة وغير الخشبيَّة السليلوزيَّة التي توفرها الكتلة الحيويَّة النباتيَّة، والنفايات الزراعيَّة، ومُخلفات الغابات، ومُخلفات مُعالجة السُكر. تعد الحُبوب والشعير والذُرة والذُرة الرّفيعة من أهم الحُبوب حاليًا لإنتاج الإيثانول الحيّوي في مصانع أبينجوا للطاقة الحيوية. في أبينغوا الطاقة الحيوية البرازيل، تزرع الشركة قصب السُكر مع الحفاظ على أساليب التنّمية الريفيَّة المُستدامة والتّنوع البيولوجي والنموّ الاقتصاديّ الإقليمي. تَنتج النباتات الأخرى الإيثانول الحيوي من الجِيل الثاني من مَزيج من حطب الذُرة وقش القمح وقش الشّوفان وقش الشّعير والخشب الصلب وثمام عصوي. يؤدي تحويل النشا من الحبوب من خلال التخمير إلى إنتاج منتج مشترك عالي البروتين وهو مصدر للبروتينات النباتية والطاقة والألياف والفيتامينات، ويستخدم لإنتاج علف الماشية.

### المعالجة الأولية
يتم طحن المواد الخام لينغوسيليلوز أولاً وتنظيفها قبل المُعالجة المسبقة. تتكون المعالجة المسبقة من ملامسة المواد الأولية للكتلة الحيوية السليلوزية مع وسط سائل حمضي لتكوين خام تغذية الكتلة الحيوية المشبع بالحمض، ثم ملامسة المادة الأولية مع H2O عند درجة حرارة وضغط مرتفعين لإذابة نصف السّليلوز مما يؤدي إلى مادة خام معالجة بالبُخار. ثم تخضع الكتلة الحيوية إلى منطقة إزالة الضغط لزيادة إذابة الهيميسليلوز وإنتاج جزء مُتطاير. يتم التحكم في درجة الحرارة والضغط داخل منطقة إزالة الضغط عن طريق إطلاق جُزء من الجزء المتطاير.

#### التشريب الحمضي
يُحضر التشّريب الحمضي المادة الأولية للتحلُل المائي الأنزيمي لإنتاج السُكريات القابلة للتخّمير عن طريق زيادة التوافر البيولوجي للمواد الأولية. يتم إدخال المادة الأولية في وعاء التشريب الحمضي الذي يتكون من حمض الهيدروكلوريك وحمض الكبريتيك وحمض الكبريتيك وثاني أكسيد الكبريت وحمض النيتريك وتوليفات منها. يحتوي الوسط السائل الحمضي على تركيز حمضي أقل من 5٪ بالوزن. يشتمل التشريب الحمضي على نقع أو رش الوسط السائل على المادة الخام. تتضمن كلتا الطريقتين التقليب أو الخلط لمدة 1-13 دقيقة لتعزيز تشتت الحمض في جميع أنحاء المادة الأولية. يؤدي تشريب المواد الأولية إلى تدهور الألياف حيث يصل وقت الانتظار ودرجة الحرارة إلى حدود معينة.

#### النقع
عند النقع، يتم غَمر الكُتلة الكاملة من المواد الأولية في وسط سائل حمضي لتعزيز الحركة السائبة لمواد التغذية لتوفير اتصال ديناميكي ومستمر للمادة الأولية والوسط السائل الحمضي. لتعزيز التلامس الفيزيائي الديناميكي وتشتت الوسيط السائل الحمضي إلى المادة الأولية، يتم تقليب المادة الأولية / الطين المتوسط السائل الحمضي. يتم تجفيف المواد الأولية للكتلة الحيوية المنقوعة لتقليل محتواها من الرطوبة.

#### الرش
يتم استخدام وسط سائل أقل حمضية لذلك يتم تقليل تكاليف المواد، وتجنب الحاجة إلى نزح المياه. يتم تحريك المادة الأولية لتفريق الحمض في جميع أنحاء المادة الأولية.

#### عامل ترطيب
قد يشتمل الوسط السائل الحمضي على عامل خافض للتوتر السطحي لتعزيز تشتت الحمض خلال ملاط الكتلة الحيويَّة الناتج عن التشّريب الحمضي عن طريق تقليل التوتر السطحي للوسط السائل. المواد الخافضة للتوتر السطحي المناسبة قابلة للتحلل الحيوي وغير سامة ومتوفرة تجارياً. تُفضل المواد الخافضة للتوتر السطحي غير الأيونية لأن أدائها لا يتأثر بوجود وسط سائل حمضي، مثل الكحوليات. يتم استخدام التسخين أثناء التشريب الحمضي أيضًا لتعزيز تشتت الحمض خلال ملاط الكتلة الحيوية الناتج عن التشريب الحمضي. يتم تسخين خليط الكتلة الحيوية / خليط الحمض المخفف إلى درجات حرارة لا تقل عن 10-40 درجة مئوية. ومع ذلك، فإن التسخين في هذه المرحلة لا يذيب بشكل كبير مكون الهيميسليلوز. بدلا من ذلك يتم استخدامه لتقليل وتجنب ذوبان الهيميسليلوز. يتم تسخين المادة الأولية في بيئة منخفضة الرطوبة ذات رطوبة نسبية أقل من 80-100٪ (على وجه التحديد، أقل من 50-70٪ بالوزن). تمنع الرطوبة تشتت الحمض في جميع أنحاء المادة الخام، أو ينتج عنها تشتت غير متساوٍ للحمض. يقلل محتوى الرطوبة المنخفض للمواد الخام المشبعة بالحمض من الطاقة المطلوبة أثناء التسخين اللاحق. ينتج عن المواد الأولية المشبعة بالحمض ملاط به مواد صلبة من الكتلة الحيوية منتشرة في جميع أنحاء وسط السائل الحمضي مع إجمالي المواد الصلبة لا يقل عن 25٪ بالوزن (0.35 - 0.65 جم من المواد الصلبة لكل جم خليط رطب). تصبح درجة حرارة الكتلة الحيوية المشبعة بالحمض مماثلة للوسط السائل الحمضي (20-95 درجة مئوية). بالإضافة إلى ذلك، يصبح الرقم الهيدروجيني للكتلة الحيوية المشبعة بالحمض أقل من 4. يبلغ إجمالي محتوى الجلوكان من المواد الخام المشبعة بالحمض حوالي 25-50٪. 

#### المعالجة بالبخار (انفجار بخاري)
بعد التشريب الحمضي، يتعرض خام التغذية لدرجات حرارة وضغط مرتفعين في وجود H2O، ثم يتم تفريغه في بيئة ذات ضغط منخفض لتحطيم مركب السليلوز - هيميسليلوز - اللجنين. تفصل المعالجة بالبخار السليلوز عن الهيميسليلوز واللجنين من أجل التحلل المائي الأنزيمي لإنتاج السكريات القابلة للتخمير. يتم إدخال البخار عند ضغط لا يقل عن 75-150 رطل لكل بوصة مربعة. يتم إدخال المواد الخام المشبعة بالحمض و H2O في نفس الوعاء تحت ضغط حوالي 75-250 رطل / بوصة مربعة.
درجة حرارة البخار حوالي 160-220 درجة مئوية. الرطوبة المنتظمة من بخار الماء للمعالجة بالبخار، تعزز درجة حرارة موحدة لمادة التغذية. لتعزيز التوزيع المتساوي لدرجة الحرارة في جميع أنحاء الوعاء، يتم الحفاظ على إجمالي محتوى المواد الصلبة من المواد الخام من حوالي 30-70٪ بالوزن عن طريق الحقن المباشر بالبخار حيث أن المواد الأولية عالية الرطوبة تعيق تغلغل البخار ونقل الحرارة في جميع أنحاء المادة الخام. إذا لزم الأمر، يمكن نزع الماء من المادة الأولية عن طريق إزالة الوسط السائل الحمضي الزائد باستخدام جهاز فصل صلب/ سائل ميكانيكي مثل مكبس لولبي لنزح المياه. يؤدي التغيير المفاجئ في الضغط عن طريق سحب أو إزالة المواد الأولية المعالجة إلى وعاء ذي ضغط منخفض (فوق الضغط الجوي) إلى تدهّور مركب اللجنين - هيميسليلوز - السليلوز. وللحفاظ على خفض ضغط مُناسب وسريع من أجل التدهور الفعال لهياكل الألياف، يختلف الضغط عند المخرج بأقل من 50-100 رطل لكل بوصة مربعة.
تقلل المعالجة بالبخار من حجم الجسيمات الصلبة من المواد الخام المشبعة بالحمض لتوفير زيادة في المساحة السطحية المكشوفة من السليلوز و/ أو الهيميسليلوز للتحلل الأنزيمي.

### مورد انزيم
دايادك العالمية Dyadic International هي شركة عالمية في مجال التكنولوجيا الحيويّة تركز على اكتشاف وتطوير وتصنيع وبيع منتجات الإنزيمات والبروتينات المستخدمة في صناعات الطاقة الحيوية، والكيمياء الحيوية، والصيدلة الحيوية، والإنزيمات الصناعية. تستخدم دايادك فطر C1 الحاصل على براءة اختراع لتطوير وتصنيع البروتينات والإنزيمات منخفضة التكلفة لفرص السوق المتنوعة. تسعى دايادك بنشاط إلى ترتيبات الترخيص والفرص التجارية الأخرى للاستفادة من قيمة تقنياتها من خلال تزويد شركائها بفوائد التصنيع و/ أو استخدام الإنزيمات التي تساعد هذه التقنيات في إنتاجها.
تمنح اتفاقية ترخيص دايادك مع أبينغوا للطاقة الحيوية الحق في استخدام تقنية منصة Dyadic's C1 لتطوير وتصنيع وبيع الإنزيمّات لاستخدامها في عمليات الجيل الثاني للتكرير الحيوي لتحويل الكتلة الحيوية إلى سكريات لإنتاج الوقود.
يعتمد سي 1على نظام ميكيليوفثورا ثيرموفيلا للتعبير الفطري لاكتشاف الجينات والتعبير عنها وإنتاج الإنزيمات والبروتينات الأخرى. طور عُلماء دايادك سلالات من هذا الكائن الدقيق الفطري للانتقال من اكتشاف الجينات إلى التصنيع التجاري باستخدام نفس الكائن الحي المضيف. منصة C1 المتكاملة والحاصلة على براءة اختراع تزيل العديد من الاختناقات في اكتشاف البروتين وتطويره وتوسيع نطاقه وتسويقه. وبالتالي، تمكين إدخال منتج جديد بأقل وقت وتكلفة ومخاطر.
يمكن تجزئة الحمض النووي من مصادر مختلفة بما في ذلك الكائنات الحية الفردية أو العينات البيئية أو مجموعات الجينات واستنساخها في ناقلات التعبير C1 المتخصصة في دايادك. يتم توزيع الثقافات الناتجة في الثقافات ويسمح لها بالنمو لإنشاء مكتبة للتعبير الجيني. يمكن استخدام المجموعة أيضًا لإنشاء نسخ متماثلة أو تخزينها بعيدًا لاستخدامها لاحقًا. يتم فحص البروتين المستهدف مقابل مكتبة الجينات. لصنع منتج قابل للتطبيق تجاريًا، يستخدم باحثو دايادك نظام التعبير عن البروتين المفرط "C1 Express" لزيادة مستوى التعبير عن الجين محل الاهتمام. نظرًا لاستخدام نفس كائن C1 لاكتشاف الجينات والتعبير عنها، فإن احتمال زيادة مستوى التعبير البروتيني بنجاح مرتفع للغاية. تبيع دايادك حاليًا أكثر من 55 منتجًا من منتجات الإنزيم لأكثر من 150 عميلًا صناعيًا في حوالي 50 دولة لمجموعة واسعة من الصناعات بما في ذلك الوقود الحيوي والمواد الكيميائية الحيوية والمستحضرات الصيدلانية الحيوية وصحة الحيوان والتغذية واللب والورق والمنسوجات والأغذية والمشروبات، والمغذيات.

### مصانع رائدة وتسويقها

#### مصنع يورك التجريبي (نبراسكا، الولايات المتحدة)
تم افتتاح مصنع أبينغوا التّجريبي للكتلة الحيوية في عام 2008 في يورك، نبراسكا. ستعمل مُنشأة الكتلة الحيوية هذه التي تبلغ تكلفتها 35 مليون دولار أمريكي على البحث وتطوير عمليات إنتاج الإيثانول حصريًا باستخدام التحلّل المائي الإنزيمي والكتلة الحيوية اللجنوسيليلوزية كمادة وسيطة. ستعمل منشأة يورك على البحث واختبار التكنولوجيا الخاصة لمنشآتها التجارية. يعمل المصنع حاليًا بنسبة 100٪ من قدرته ويواصل إظهار الكفاءة الممتازة والتشغيل المتسق. يستخدم مصنع يورك التجريبي استهلاكًا سنويًا قدره 520.000 طن من بقايا الذرة لإنتاج 56 (ميغال) مليون غالون، (210 مل) من الإيثانول الحيوي سنويًا، من خلال عملية الطهي والتخمير المستمرة.

#### مصنع عرض BCyL (سالامانكا، إسبانيا)
في عام 2009، بدأ مصنع الكتلة الحيوية الوقود الحيوي في قشتالة وليون (BCyL) العمل كأول مصنع تجريبي لمعالجة الكتلة الحيوية إلى الإيثانول على نطاق تجاري. ينتج النبات 1.3(ميغال) مليون غالون/ سنة باستخدام الكتلة الحيوية من قش القمح والشعير.

#### مصنع هوجوتون التجاري للكتلة الحيوية الهجينة (كانساس، الولايات المتحدة)
سمح إنشاء مُنشأة التكّرير الحيوي هذه على نطاق تجاري من قبل أبينغوا الطاقة الحيوية الكتلة الحيوية في كانساس (ABBK) باستخدام التكنولوجيا الخاصة بهم التي طوروها على مدار العقد الماضي لإنتاج وقود سائل مُتجدد وفعال من حيث التكلفة من ألياف النبات أو الكتلة الحيوية السليلوزية. أنتج المصنع 25 ميغال/ سنة من 350 ألف طن من الكتلة الحيوية/ سنة. تم حرق بقايا عملية التكرير الحيوي باستخدام 300 طن/ يوم من اليرقات، ومواد الكتلة الحيوية الخام لإنتاج 18 ميجاوات من الكهرباء لتشغيل المنشأة بأكملها لجعلها موفرة للطاقة وصديقة للبيئة. كان المصنع في الإنتاج الكامل بحلول عام 2014. تم افتتاح المصنع رسميًا في 17 أكتوبر 2014. توقفت المحطة عن العمل في 10 ديسمبر / كانون الأول 2015.

### أبينسا (الهندسة والإنشاءات)
أبينسا هو فرع أبينغوا المسؤول عن الهندسة والبناء. تم دمج هذه الشركة في أبينر للهندسة وخدمات البناء وتيما وآباكاس لإدارة المشاريع.

### أبينغوا سولار
بدأت أبينغوا في تطوير تكنولوجيات الطاقة الشمسية منذ عام 1984 ببناء حقل للطاقة الشمسية بألميريا في إسبانيا.
هي من مطوري برج الطاقة الشمسية PS10 الرائد عالميًا كونها أول محطة تُنتج الطاقة الشمسة الحرارية.
وأعلنت الشركة إرساء مشروعين للبحث والتطوير في مجال الطاقة الشمسية المركزة لصالح وزارة الطاقة الأميركية، بتكلفة مجموعها ما يزيد على 14 مليون دولار. والهدف من هذا البرنامج هو تطوير تقنيات طاقة شمسية قادرة على منافسة مصادر الطاقة التقليدية بحلول عام 2015.
في 3 يوليو 2010، أعلن الرئيس الأمريكي باراك أوباما أن وزارة الطاقة الأمريكية تعهدت بتقديم 1.45 مليار دولار كقروض مضمونة لدعم بناء محطة لتوليد الطاقة الشمسية من قبل أبينغوا بولاية أريزونا.

## صعوبات مالية
في يناير 2015، أعلنت أبينغوا أنها جمعت 328 مليون دولار من بيع الأسهم في قسمها في الولايات المتحدة بعد المزيد من عمليات شراء أسهمها من البنوك التي تضمن العرض. في 25 نوفمبر 2015، بدأ أبينجوا إجراءات الإفلاس التي قد تؤدي إلى أكبر إفلاس لإسبانيا على الإطلاق، بعد أن قال جونفاري إنه لن يضخ 350 مليون يورو في شركة الهندسة والطاقة المتجددة. في محاولة عام 2016 لتجنب الإفلاس، تسعى أبينغوا لتقليل حجمها بنسبة 30٪ عن طريق بيع الشركات التابعة.
في 15 فبراير 2016، قدم تاجر حبوب في ولاية نبراسكا التماسًا لإجبار أبينغوا للطاقة الحيوية على الإفلاس من أجل استرداد الأموال المستحقة لهم لتسليم الذُرة في الماضي.
في 29 مارس 2016، تقدم أبينغوا بطلب إفلاس في الولايات المتحدة.

## المُنافسين
- سي أي إي أوتوموتيف [الإنجليزية] شركة تابعة لبيونور النرويجية (لوقود الديزل الحيوي)
- فيروستال
- إنز [الإنجليزية]